# Callocleonymus xinjiangensis
Callocleonymus xinjiangensis är en stekelart som beskrevs av Yang 1996. Callocleonymus xinjiangensis ingår i släktet Callocleonymus och familjen puppglanssteklar. Inga underarter finns listade.